# جون باركر (عسكري)
جون باركر (بالإنجليزية: John Parker)‏ هو دبلوماسي أمريكي، ولد في 6 سبتمبر 1758 في مقاطعة بالتيمور في الولايات المتحدة، وتوفي في 19 مايو 1836.